# Ruski pravoslavni križ
Ruski pravoslavni križ (☦, ) je kršćanski križ i važan simbol pravoslavne i ruske kulture.
Obilježje ruskoga pravoslavnoga križa je da osim jedne okomite linije i dvije vodoravne linije kao i dvostruki križ ima i kosu liniju okrenutu ulijevo, u odnosu na glavnu okomitu liniju. Na grčkome pravoslavnome križu, pločica je položena udesno.
Prema legendi, pri raspeću Isusa Krista na križ, pod Isusovim nogama bila je prikovana prečka, savijena na jednu stranu, koja je služila za držanje nogu. U Rusiji se ovaj križ naziva i križ sv. Andrije, po sv. Andriji, koji je propovijedajući Evanđelje u južnoj Rusiji, imao sa sobom ovakav križ.

## Galerija
- Pravoslavni križ u Svidníku (Slovačka)
- Križ ruskog pravoslavnog svećenika.
- Spomenik sv. Ćirilu i Metodu u Hanti-Mansijsku.
- Ruski križ: grb hersonskog guvernata .
- Pravoslavni križ na groblju.
- Pravoslavni križ na Dnipro